# Yazdgard I
Yazdgard I o Yazdegerd I (in partico 𐭩𐭦𐭣𐭪𐭥𐭲𐭩; in persiano یزدگرد یک‎, Izdigerdes, "fatto da Dio"; IV secolo – 420) fu un sovrano dell'impero sasanide attivo al potere dal 399 alla sua morte.
Yazdgard era il figlio di Sapore III e succedette a Bahram IV. Descritto dalle fonti come saggio, benevolente e astuto, il suo regno viene giudicato dagli studiosi moderni in maniera positiva; in ambito religioso, si dimostrò tollerante, pur restando devoto allo zoroastrismo. Le fonti ebraiche (Talmud, Ksubos, 61a), che lo descrivono come un secondo Ciro il Grande, raccontano che semiti di una certa importanza quali Ameimar, Rav Ashi e Mar Zutra sedevano alla sua corte. La politica permissiva nei confronti dei cristiani subì dei mutamenti quando il vescovo di Ctesifonte, Abdaas, cercò di dare alle fiamme il tempio del Grande Fuoco della capitale sasanide. Yazdgard decise di evitare che si verificassero ulteriori episodi simili ordinando che venissero espulsi dal regno e che varie chiese fossero demolite.
In campo politico, intrattenne rapporti cordiali con l'impero romano d'Oriente e gli fu affidata da Arcadio la tutela del figlio di quest'ultimo, Teodosio. Nel 413, Varahran-Sapore, re di Armenia, morì, e la sua corona passò ad un bambino di dieci anni. Yazdgard liberò Cosroe, che Bahram IV aveva imprigionato, e lo restaurò sul trono armeno, allo scopo di stabilizzare la regione, ma Cosroe morì poco dopo e l'Armenia cadde nuovamente nel caos; la reazione del sovrano sasanide fu allora quella di mettere il proprio figlio Sapore IV sul trono armeno.
Le politiche religiose e pacifiche del re non piacevano alla nobiltà e al clero zoroastriano, in quanto il sovrano tentò di arrestarne potere e influenza. Questa scelta alla fine per lui controproducente, con alcuni nobili che iniziarono a cospirare già nel 419, quando Yazdgard si ammalò gravemente. La nobiltà uccise il sovrano nel remoto nord-est e si preparò in ogni modo possibile per impedire che uno dei suoi figli gli subentrasse. Sapore IV si precipitò a Ctesifonte per prepararsi a reclamare la corona sasanide, ma entrò in conflitto con l'altro figlio di Yazdgard, Bahram, e venne poi sconfitto anche per via dello scarso appoggio che gli aveva riservato l'aristocrazia. Alla fine, alla morte di Yazdgard, fu Bahram a salire al trono adottando il nome di Bahram V.

## Nome
Il nome di Yazdegerd è una combinazione del termine antico iranico yazad / yazata (essere divino) e -karta (fatto) – "fatto da Dio", paragonabile all'iranico medievale Bagkart e al greco Theoktistos. È conosciuto in altre lingue come Yazdekert (pahlavi); Yazd[e]gerd (persiano moderno); Yazdegerd, Izdegerd e Yazdeger (siriaco); Yazkert (armeno); Izdeger e Azger (nel Talmud); Yazdeijerd (arabo) e Isdigerdes (greco).

## Biografia

### Origini

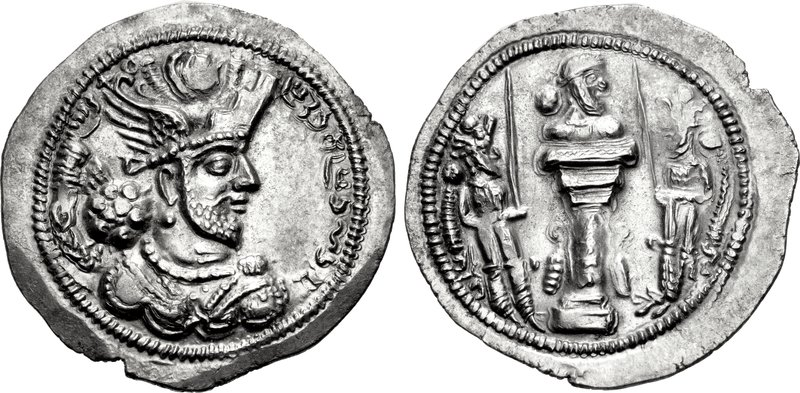
Dracma di Bahram IV (r. 388-399)

Yazdgard I era uno dei figli di Sapore III, rimasto al potere dal 383 al 388. Quando il fratello di Yazdgard I Bahram IV (regnante dal 388 al 399) venne assassinato nel 399, fu lui a subentrargli nella massima carica. Yazdgard I ereditò un impero che aveva attraversato tempi tumultuosi; i suoi tre predecessori, Bahram IV, Sapore III e Ardashir II, erano stati tutti assassinati dall'aristocrazia. La maggior parte dell'alta nobiltà apparteneva alle potenti famiglie partiche (conosciute come wuzurgan) che si concentravano sull'altopiano iranico. La spina dorsale dell'esercito sasanide era di stampo feudale, ma risultava ampiamente autonoma perché composta appunto dai nobili e dagli uomini messi a disposizione dall'élite locale.
Gli scià sasanidi avevano poco controllo sui wuzurgan e i tentativi di limitarli si rivelarono generalmente infruttuosi o particolarmente dolorosi per l'autorità centrale. La nobiltà dei Parti collaborò con lo shahanshah allo scopo di ottenere benefici personali, perché vincolati da un giuramento formale e, in modo verosimile, per una comune consapevolezza del legame "ariano" (iranico) che condividevano con i loro sovrani persiani. Verso la fine del regno di Yazdgard, il potente casato dei Suren assunse una forza tale da poter cooperare direttamente con lo scià e giocare un ruolo chiave in alcune questioni interne dell'impero. L'autorità della famiglia dei Suren prosperò fino alla fine del regno del nipote di Yazdgard, Yazdgard II (r. 438-457).

### Rapporti con l'impero romano d'Oriente

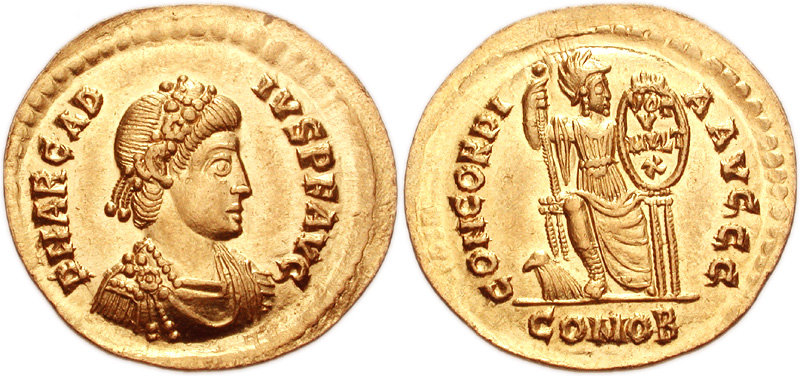
Solido di Arcadio (r. 383-408)

Durante il governo di Yazdgard I, i suoi vicini occidentali nell'impero romano d'Oriente apparivano in subbuglio; gli Ostrogoti stavano facendo irruzione nei Balcani, i Franchi avevano scatenato una ribellione, una guerra civile era in corso e nelle province orientali fioccavano le rivolte. Anziché sfruttare l'indebolimento dell'impero, Yazdgard I fece tornare in territorio romano i prigionieri cristiani salvati dopo una vittoria riportata dai sasanidi contro gli Unni. L'imperatore romano Arcadio (r. 383-408) chiese a Yazdgard un aiuto per garantire la successione del suo giovane figlio, Teodosio, frutto della generosità dello scià.
Questo racconto è menzionato solo dallo storico romano del VI secolo Procopio di Cesarea ed è stato messo in dubbio dal suo collega e storico conterraneo Agazia, il quale ha scritto che la notizia era «sulla bocca» di « popolani e aristocratici romani», ma non si rintracciava analizzando le fonti dell'epoca. Qualunque sia la verità, Yazdgard I accettò di agire in veste di protettore di Teodosio, minacciando di muovere guerra a chiunque avesse cercato di metterlo in pericolo. Secondo Procopio, «osservando lealmente gli ordini di Arcadio, [Yazdgard] adottò e continuò senza interruzione di una politica di profonda pace con i romani, preservando così l'impero per Teodosio». Lo scià delegò Antioco, «un consigliere e maestro notevole e molto dotto», al ruolo di insegnante di Teodosio.

### Rapporti con i cristiani

#### Contesto storico

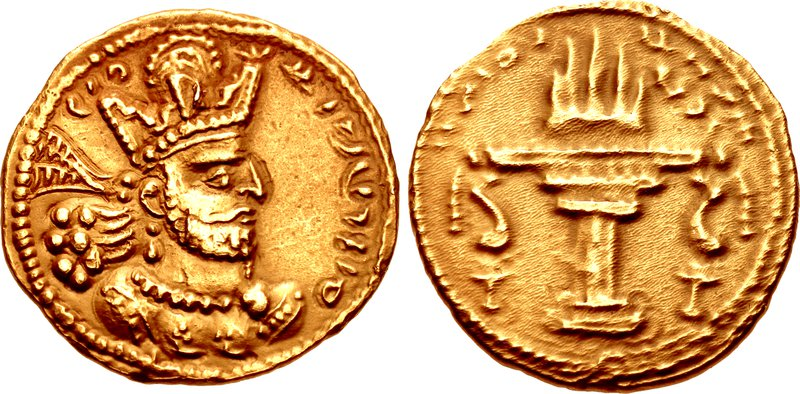
Dinaro d'oro di Sapore II (r. 309-379)

Yazdgard I, come tutti gli altri sovrani sasanidi, seguiva i dettami dello zoroastrismo. Si pensava che uno dei suoi predecessori, il potente scià sasanide Sapore II (r. 309-379), avesse brutalmente perseguitato i cristiani attivi nell'odierno Iran dal 340 al 379 nell'ambito di una «grande persecuzione». Anche se si ipotizza che alcuni scià di epoca successiva - nello specifico Bahram V (r. 420-438), Yazdgard II (r. 438-457), Peroz I (r. 459-484), Cosroe I (r. 531-579) e Cosroe II (r. 591-628) - avrebbero perseguitato la Chiesa d'Oriente, essa si espanse rapidamente. Secondo fonti agiografiche, una simile tendenza si dovette alla «costante ostilità delle autorità religiose zoroastriane verso i cristiani».
La persecuzione, tuttavia, si limitò agli esponenti religiosi che non avevano rispettato gli impegni loro richiesti dalla corte. Sebbene Sapore II avesse ritenuto i principali sacerdoti passibili di insubordinazione, né lui né la sua corte perseguitarono la popolazione cristiana nel suo complesso; alcuni accademici tendono pertanto a ritenere che la «grande persecuzione» non ebbe in realtà mai luogo. Secondo lo storico moderno Eberhard Sauer, gli scià sasanidi perseguitarono le altre religioni solo quando era nel proprio urgente interesse politico farlo. L'uccisione dei cristiani da parte di Sapore II fu dovuta al rifiuto dei massimi sacerdoti di partecipare più pienamente alla gestione dell'impero. Questa richiesta trovò alla fine seguito durante il mandato di Yazdgard, quando i principali sacerdoti accettarono di collaborare con la corte.

#### L'istituzione della chiesa iranica

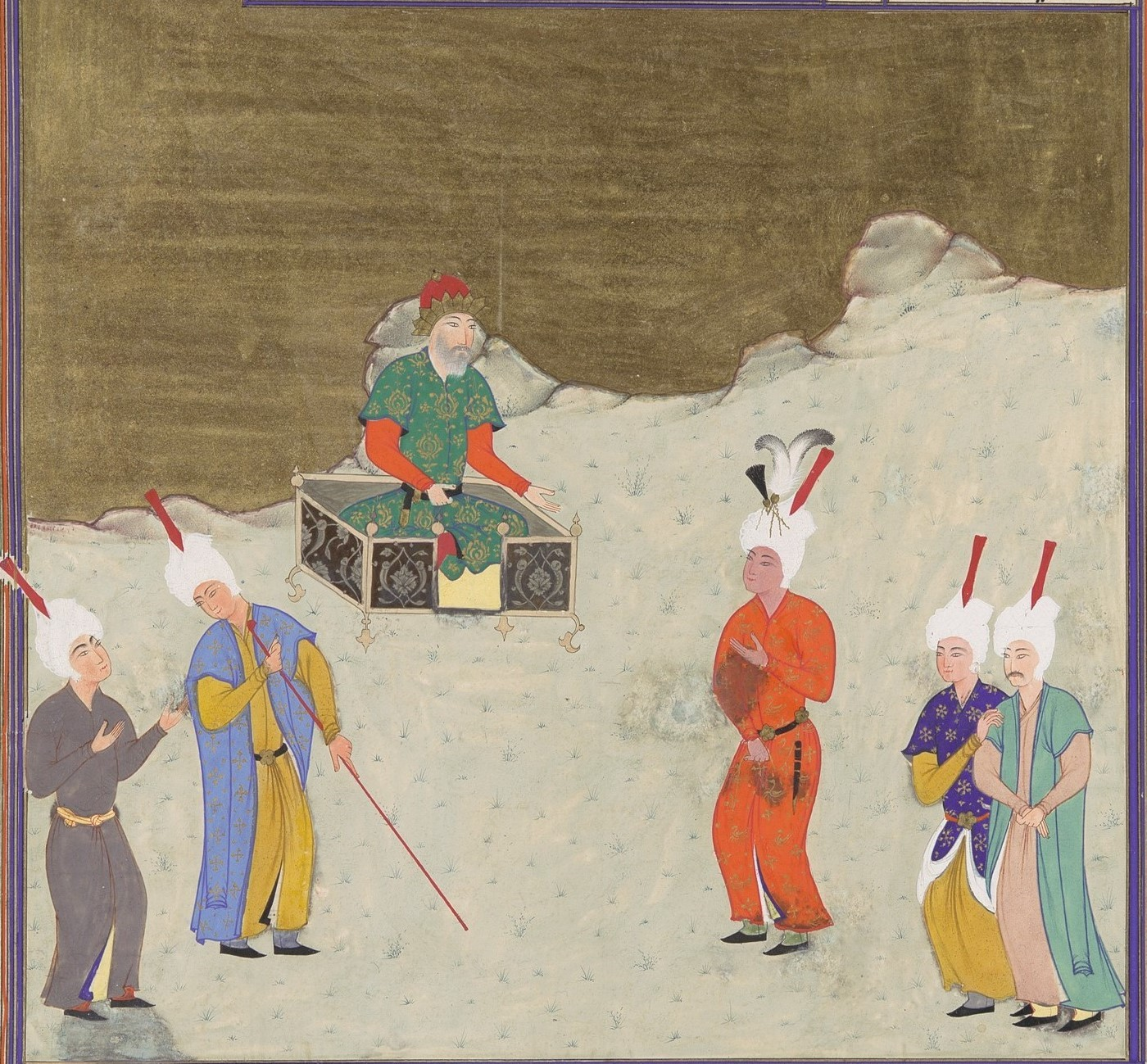
Illustrazione del XVI secolo tratta dallo Shahnameh di Scià Tahmasp di Yazdgard I e di suo figlio, il futuro Bahram V

Il regno di Yazdgard I coincise con una fase importante dal punto di vista storico per i cristiani in Iran. Con il consiglio del vescovo romano Maruta, nel 410, il sovrano riconobbe la Chiesa d'Oriente; ciò portò all'istituzione dell'organizzazione ecclesiastica iranica che avrebbe dichiarato la sua indipendenza dalla curia romana nel 424. L'autorizzazione di Yazdgard è stata definita la versione sasanide dell'editto di Milano del 313 dell'imperatore romano Costantino I (r. 306-337). Ben presto videro la luce chiese, santuari per i martiri e monasteri sul suolo iraniano. Poiché alcuni di essi si trovavano vicino alla corte nella capitale sasanide di Ctesifonte, è chiaro che vi era il consenso di Yazdgard, il quale finanziò chiese con diplomatici siriani orientali o romani come principali mecenati. Una delle maggiori concessioni passò per la possibilità riconosciuta ai cristiani di seppellire i propri morti, mentre gli zoroastriani credevano che tale pratica contaminasse il terreno.
Il numero di fedeli cristiani nella burocrazia aumentò, con un flusso che rimase in crescita fino alla caduta dell'impero, avvenuta nel 651. Sebbene esponenti sacerdotali come Simone bar Sabbae e i suoi colleghi si opposero con zelo alla richiesta di Sapore II di partecipare alla burocrazia imperiale, i vescovi iniziarono a invertire la tendenza durante il V secolo. Yazdgard si avvalse del clero per inviare il Patriarca del Catholicos di Ctesifonte come mediatore tra sé e suo fratello (il governatore del Pars, nell'Iran meridionale). Un altro patriarca che cooperò con la corona fu l'ambasciatore di Yazdgard attivo presso Teodosio. Non sembra che lo scià avesse una certa conoscenza del cristianesimo, tanto che, come Sapore II, si tende a credere che fosse più interessato a sfruttare il clero della fede in esame per interessi politici ed economici. Per via della sua tolleranza, viene descritto negli scritti realizzati da autori cristiani come un'«anima nobile» e un secondo Ciro il Grande (r. 550-530 a.C.), il fondatore dell'impero achemenide.

#### Persecuzione
Verso la fine del regno di Yazdegerd, la sua tolleranza verso i cristiani fu messa alla prova dalla loro temerarietà. Abda, vescovo di Ohrmazd- Ardashir nel Khūzestān, e un gruppo di sacerdoti cristiani e laici rasero al suolo un tempio del fuoco zoroastriano nel 419-420 circa; ben presto, la corte li convocò a rispondere delle loro azioni. Si diceva che Yazdgard avesse detto ad Abda: «Dato che sei alla guida di questi uomini, perché gli consentì di disprezzare il nostro regno, di trasgredire le nostre norme e di agire secondo la propria volontà? Osi demolire e distruggere i nostri luoghi di culto e le fondamenta dei nostri templi di fuoco, che abbiamo ricevuto dai padri dei nostri padri per onorarli?». Sebbene Abda avesse esitato a rispondere, un sacerdote del suo seguito rispose: «Ho demolito le fondamenta e spento il fuoco perché non è una casa di Dio, né il fuoco è figlio di Dio». È plausibile che questo atto di forza fosse finalizzato a simboleggiare la «vittoria del cristianesimo» sul paganesimo.
Quando Abda rifiutò di far ricostruire il tempio del fuoco, lui e il suo seguito furono giustiziati. In un altro luogo, un prete fece spegnere un sacro fuoco (atar) e celebrò una messa. Yazdgard I, costretto a cedere alle pressioni del clero zoroastriano, mutò la sua politica nei confronti dei cristiani e ordinò che fossero perseguitati. Probabilmente a causa del suo mutamento nella politica religiosa, Yazdgard nominò quale suo ministro Mihr Narseh della famiglia dei Suren (wuzurg framadar). Questa breve persecuzione non rovinò la rappresentazione di Yazdegerd I nelle fonti cristiane, con alcuni dei testi che giustificavano la ratio alla base delle sue azioni.

### Rapporti con gli ebrei

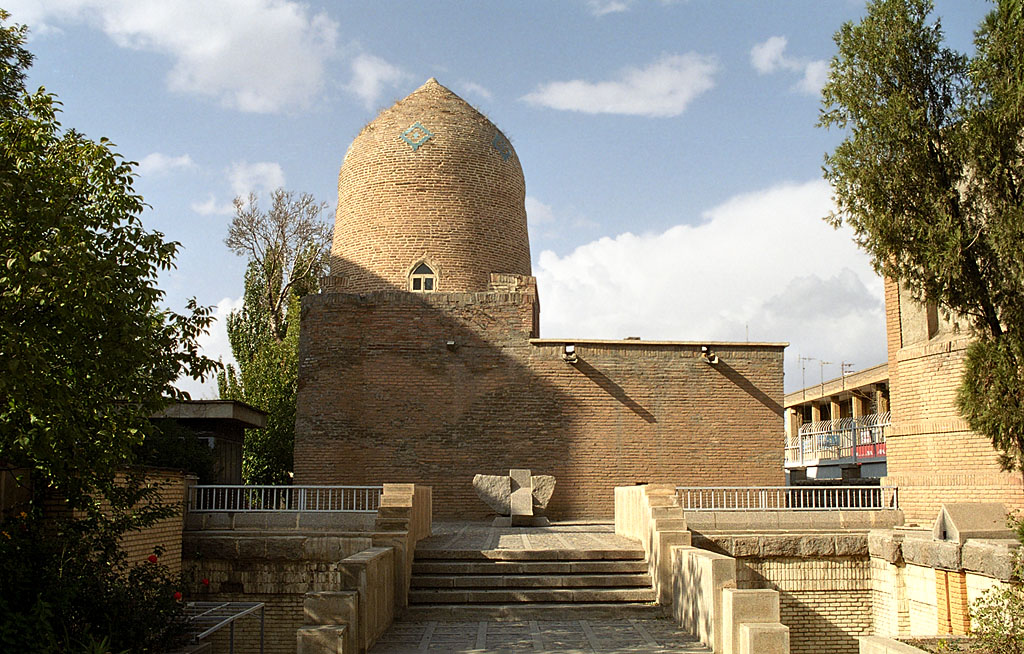
La Tomba di Ester e Mardocheo, forse luogo di sepoltura di Shushandukht (moglie ebrea di Yazdegerd)

Gli ebrei dell'Iran furono trattati così generosamente e rispettosamente da Yazdgard I che, come i cristiani, anche il loro esilarca lo chiamò il nuovo Ciro il Grande, ricordando la liberazione dei semiti dall'esilio babilonese. Sebbene Yazdgard avesse salutato con favore i rabbini e citato loro le scritture, tale resoconto potrebbe essere frutto di una versione storiografica propagandistica redatta da autori ebrei e, pertanto, poco affidabile. La stessa moglie del sovrano, Shushandukht, figlia dell'esilarca, era di etnia ebraica. L'identità di suo padre rimane oscura, ma potrebbe essere stato Mar Kahana I, Mar Yemar o Mar Zutra. L'opera di geografia redatta in medio persiano Šahrestānīhā ī Ērānšahr ("Le capitali provinciali dell'Iran") riporta che Yazdgard aveva dei sudditi semiti stanziatisi a Spahan su richiesta di Shushandukht; inoltre, lo scritto afferma che la donna fosse anche la madre di suo figlio Bahram V. Secondo l'iranologo Ernst Herzfeld, la Tomba di Ester e Mordechai ad Hamadan non era il luogo di sepoltura di Ester e Mardocheo, ma quello di Shushandukht.

### Personalità e rapporti con nobiltà e clero
Le fonti romane descrivono Yazdegerd I come un sovrano «astuto, benevolo e pacifico». Definito inoltre una persona colta, «fin dall'inizio» si distinse per la «nobiltà d'animo» e si erse come difensore «dei poveri e dei miserabili». Le fonti persiane e arabe, tuttavia, forniscono un quadro meno lusinghiero e lo etichettano come «peccatore» (bazehkar o bezehgar) ed «emarginato» (dabhr). Viene inoltre descritto come un monarca che abusò della sua autorità intimidendo e reprimendo la nobiltà e il clero zoroastriano. Questo profilo ostile di Yazdgard si dovette al suo atteggiamento pacifico nei confronti dei romani e alla sua tolleranza religiosa nei confronti dei non zoroastriani del paese (specie i cristiani e gli ebrei).
L'ostilità del clero nei confronti di Yazdgard si doveva alla sua esecuzione di diversi preti zoroastriani che disapprovavano la gestione amichevole della corona delle minoranze religiose. Ben consapevole del destino del suo predecessore, Yazdgard I non poteva riporre la sua fiducia nella nobiltà e impedì loro di acquisire eccessiva influenza a spese del potere reale; in verità, in più occasioni agì in contrasto con la nobiltà e il clero. Tuttavia, Yazdgard si dimostrò più competente dei suoi recenti predecessori e il suo regno viene giudicato oggi un periodo positivo.

### Politica urbana
Yazdegerd I è noto per aver ordinato la ricostruzione o la modernizzazione di numerose città, tra cui Ecatompilo, Hamadan, Susa, Shushtar e Spahan. Si crede che i suoi comandanti militari abbiano fondato le città di Aqda e Meybod.

### Morte e successione

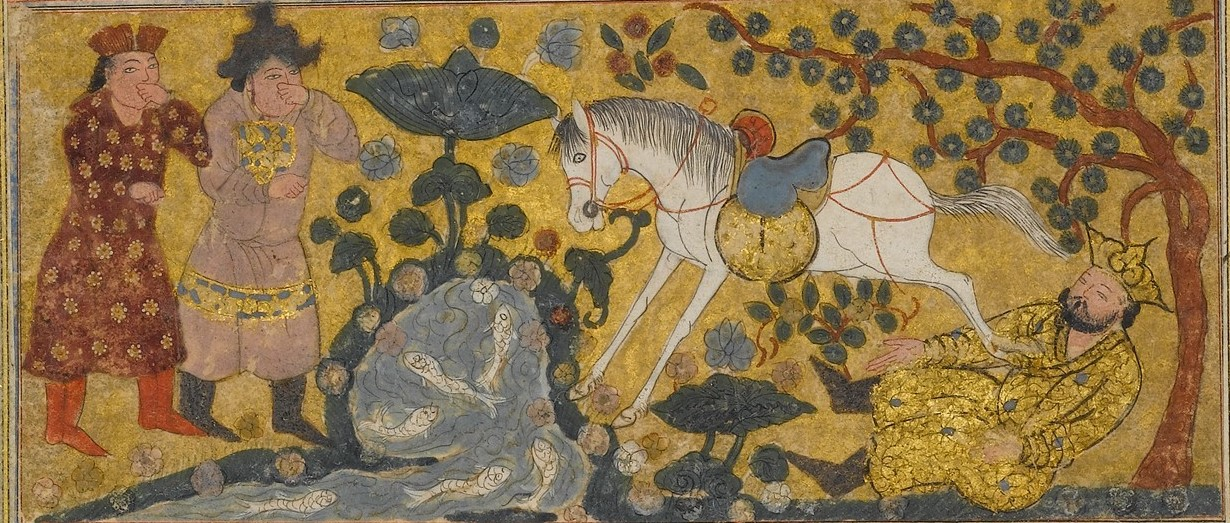
Illustrazione tratta dallo Shahnameh del XIV secolo di Yazdgard I, ucciso da un cavallo bianco che scalcia

Yazdgard I si spense nel 420: secondo lo storico armeno del V secolo Mosè di Corene, la sua causa di morte fu una malattia. Secondo un'antica leggenda popolare riportata da Firdusi nello Shāh-Nāmeh, tuttavia, fu ucciso da un cavallo bianco che lo scalciò comparso all'improvviso da una Chishmih-i Su o Chishmih-i Sabz (la sorgente verde) vicina alla città di Tus, nella provincia orientale dell'Abarshahr. Sempre secondo questa versione, il cavallo si dileguò esattamente come era comparso. L'orientalista tedesco Theodor Nöldeke ha ipotizzato che «Firdusi avesse sconsideratamente contestualizzato questa leggenda tra quelle della sua città natale, Tus», mentre l'omicidio del sovrano potrebbe essere avvenuto in Ircania. Va comunque precisato la leggenda nacque in un'epoca antecedente al lavoro di Firdusi. A prescindere se la morte di Yazdgard fosse avvenuta a Tus o in Ircania, la storia in esame fu verosimilmente creata dalla nobiltà dei Parti per coprire l'omicidio del sovrano in una remota regione nord-orientale dell'impero. Il nord-est era la patria tradizionale dei Parti e parte del feudo di tre forti famiglie partiche, tra cui i Kanarangiyan, che vantavano i propri possedimenti principali nella regione di Tus.
La nobiltà e il clero, i quali disprezzavano il sovrano appena defunto, si sforzarono di privare i figli del diritto di successione. Si conoscono tre discendenti di Yazdgard, ovvero Sapore, Bahram e Narsete. Sapore (il governatore-re dell'Armenia) si precipitò a Ctesifonte e assunse la corona come Sapore IV, ma fu tradito dai suoi cortigiani e ucciso. L'aristocrazia punto dunque sul figlio di Bahram IV, Cosroe, sul trono. Bahram, che era cresciuto alla corte lakhmide di Al-Hira, giunse nella capitale assieme a un'armata di soldati arabi ed esercitò delle pressioni sulla nobiltà affinché lo riconoscesse come scià con il nome di Bahram V. Suo fratello Narsete fu invece nominato governatore dell'Abarshahr.

## Monetazione e ideologia imperiale

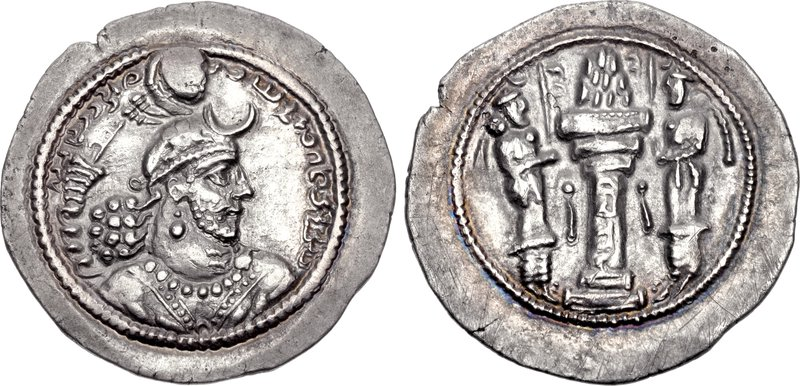
Dracma di Yazdgard I

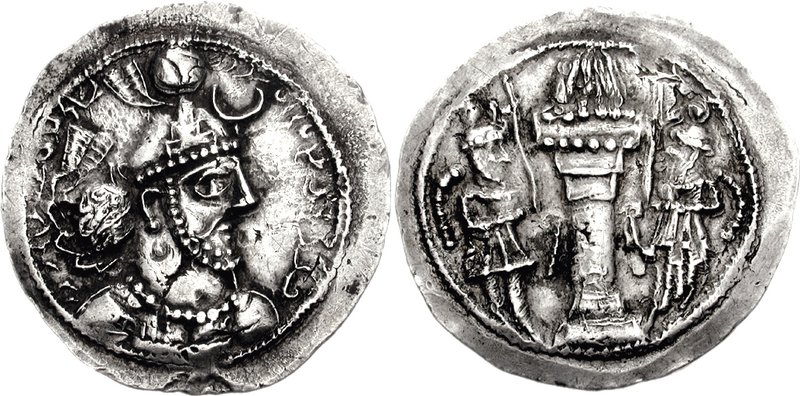
Moneta di Yazgard emessa dalla zecca di Merv

Le monete di Yazdgard I lo ritraggono mentre indossa una combinazione della corona usata da Ardashir II e con due merli e una mezzaluna in cima. Il suo regno segna un cambiamento nella prospettiva politica dell'impero sasanide; dapprima rappresentato con il volto verso Occidente, Yazdgard si fece ritrarre mentre guardava a est. Il mutamento potrebbe essere stato innescato dalle tribù ostili particolarmente attive nell'Iran orientale. La guerra contro le tribù unne potrebbe aver risvegliato la mitica rivalità esistente tra i sovrani kayanidi, di etnia iranica, e loro nemici turchi, come emergerebbe dall'impiego della Giovane Avesta. Fa inoltre la sua comparsa il titolo di Ramshahr (pacificatore nel [suo] dominio) al posto del tradizionale "re dei re degli ariani e dei non ariani". Nel poema epico in medio persiano Ayadgar-i Zariran (Il testamento di Zarer), il titolo viene impiegato dall'ultimo monarca kayanide (Vishtaspa) e ricorre nello scritto zoroastriano del X secolo Denkard. L'interesse sasanide per l'ideologia e la storia kaiana continuò ad attirare degli interessati fino alla fine dell'impero.
Sotto Yazdgard I, fu fondata una zecca nella città di Yazd (l'abbreviazione era "YZ"), a dimostrazione della sua crescente importanza. Un'altra zecca vide la luce a Gurrah e pare che forse ne fu fondata una anche a Gahrum.

### Esplicative
1. ↑  Dal termine persiano medio dīpahr (prigione): Shahbazi (2005).
2. ↑  Il termine ram può essere tradotto come "pace", "facilità", "piacere", "gioia" o "gaudio"; molto probabilmente, la traduzione più corretta in questo caso è "pace": Daryaee (2002), p. 90.

### Bibliografiche
1. 1 2 3 4 5 6 7 8 9 10 11 12 13 14 15 16 17 18 19  Shahbazi (2003).
2. 1 2 3 4 5  Shahbazi (2005).
3. 1 2  McDonough (2013), p. 604, nota 3.
4. ↑  Wiesehöfer (2018).
5. 1 2 3  McDonough (2013), p. 604.
6. 1 2  Pourshariati (2008), p. 62.
7. 1 2 3  Edwell (2013), p. 850.
8. ↑  McDonough (2008), p. 132.
9. ↑  Payne (2015), p. 2.
10. 1 2  Payne (2015), p. 25.
11. ↑  Payne (2015), pp. 25-26.
12. 1 2 3 4  Payne (2015), p. 43.
13. 1 2  Sauer (2017), p. 190.
14. 1 2 3 4 5  Payne (2015), p. 44.
15. ↑  Shayegan (2013), p. 808.
16. ↑  McDonough (2008), p. 128.
17. 1 2  Boyce (1984), p. 121.
18. ↑  Payne (2015), p. 46.
19. ↑  Daryaee (2019), p. 37.
20. ↑  Boyce (1984), p. 120.
21. 1 2 3 4 5  Payne (2015), p. 47.
22. ↑  McDonough (2008), pp. 131-132.
23. 1 2  Kia (2016), p. 280.
24. ↑  Daryaee (2014), p. 78.
25. ↑  Daryaee (2002), p: 92.
26. 1 2  Netzer (2007), pp. 74-77.
27. ↑  Netzer (1998), pp. 657-658.
28. 1 2 3 4 5  Kia (2016), p. 279.
29. ↑  Kia (2016), pp. 279-280.
30. ↑  Daryaee e Rezakhani (2017), p. 158.
31. ↑  Choksy (2020), p. 225.
32. 1 2  Choksy (2020), p. 227.
33. ↑  Pourshariati (2008), p. 66.
34. 1 2 3 4  Pourshariati (2008), p. 67.
35. 1 2 3 4  Daryaee (2014), p. 22.
36. 1 2 3  Shayegan (2013), p. 807.
37. ↑  Schindel (2013), pp. 836-837.
38. ↑  Daryaee (2002), p. 91.
39. ↑  Daryaee (2002), p. 94.
40. ↑  Miri (2012), pp. 55, 93.